# Джеймс, Генри
Ге́нри Джеймс (англ. Henry James; 15 апреля 1843, Нью-Йорк — 28 февраля 1916, Лондон) — американский писатель, который с тридцати лет жил в Европе, а за год до смерти принял британское подданство. Брат выдающегося психолога Уильяма Джеймса.
Крупная фигура трансатлантической культуры рубежа XIX и XX веков. За 51 год литературного творчества он написал 20 романов, 112 рассказов и 12 пьес. Красной нитью через всё его творчество проходит тема непосредственности и наивности представителей Нового Света, которые вынуждены приспосабливаться либо бросать вызов интеллектуальности и коварству клонящегося к упадку Старого Света («Дейзи Миллер», 1878; «Женский портрет», 1881; «Послы», 1903).

## Ранние годы
Родился в семье известного американского богослова. В детстве много времени проводил в Европе (Женева, Париж, Лондон). Отсюда проистекает тема столкновения американской и европейской цивилизаций, которая заняла ведущее место в раннем творчестве Джеймса. Из современных писателей наибольшее впечатление на него произвели романы Готорна и Тургенева, которых он называл своими наставниками. В 19 лет поступил в Гарвард, затем поселился в Бостоне.
Поначалу Джеймс печатал свои рассказы в журнале The Atlantic Monthly, издателем которого выступал Дин Хоуэллс — основоположник реалистической прозы в США. Критики того времени отмечали несомненное мастерство молодого автора, но в то же время были озадачены его стремлением к описанию внутренних переживаний персонажей, а не событий действительной жизни. Прошло десятилетие, прежде чем Джеймс почувствовал себя в силах приступить к написанию полноценного романа.
В 1869 году молодой автор совершил очередное путешествие по Европе. В течение нескольких лет он чередовал проживание в Бостоне и в Европе, главным образом в Риме, и пришёл к выводу, что европейское окружение более благоприятно для его творческого развития и самовыражения. После публикации своего первого романа, «Родерик Хадсон» (1875), Генри Джеймс окончательно перебрался в Старый Свет.

## Увлечение социальным реализмом
В 1875—1876 годах писатель обосновался в Париже, где был написан роман «Американец» (1877) — история про бесхитростного и прямолинейного американского миллионера, который пытается войти в семью высокомерных и коварных французских аристократов. Хотя биографы традиционно отмечают замкнутость и нелюдимость Джеймса (он всю жизнь оставался холостяком), в этот период он много общался со своим кумиром Тургеневым, который познакомил его с Флобером и ввёл в кружок учеников последнего (Золя, Доде, Мопассан).
В космополитичном парижском обществе Джеймс чувствовал себя чужаком и потому в 1876 году переехал в Лондон, где снял небольшую квартиру на Пиккадилли. Именно здесь были написаны его самые знаменитые романы. Столпы викторианского общества воспринимали известного романиста как культурного посланника США и охотно приняли его в своё общество. Джеймс регулярно посещал загородные особняки графов и герцогов, элитные клубы, литературные обеды и рауты. Особенно близко он сошёлся со Стивенсоном (впоследствии их пути разошлись).
В 1881 году вышли два романа, которые считаются вершиной американского психологического реализма и подводят черту под «тургеневским» периодом в творчестве Джеймса, — «Женский портрет» и «Вашингтонская площадь». На фоне столкновения американских и европейских культурных традиций в них разворачиваются трагедийные перипетии женской любви.

## Перелом в творческом развитии
Под впечатлением от романов Тургенева из жизни нигилистов Джеймс принимается за изучение революционных явлений в современной ему действительности. Результатом его наблюдений за социальными реформаторами и анархистами стали два романа 1886 года — «Бостонцы» и «Княгиня Казамассима». На рубеже 1890-х первостепенное место в его творчестве занимает тема сложных взаимоотношений художника и общества («Письма Асперна», 1888; «Трагическая муза», 1890; «Урок мастера», 1892).
В 1890—1895 годах Джеймс пережил острый творческий кризис. Чувствуя, что время реалистического романа неумолимо уходит, он решил испытать свои силы в качестве драматурга. Постановка сценической версии «Американца» была принята холодно, но вежливо, однако все попытки постановки его новых пьес обернулись полнейшим провалом. Удручённый, но не обескураженный таким приёмом, Джеймс в продолжение нескольких лет пытался привить своей прозе новую повествовательную технику, которую освоил при написании пьес.
Ярким примером экспериментальных рассказов этого периода является повесть «Поворот винта» (1898), по мотивам которой была создана опера Бенджамина Бриттена. Следуя по стопам Готорна и Тургенева, Джеймс возрождает жанр мистического рассказа о привидениях, однако придаёт ему жуткую психологическую достоверность путём изощрённого, многословного и досконального пересказа ощущений «ненадёжного рассказчика». Подобно театральному зрителю, читатель повести воспринимает её художественный мир исключительно с точки зрения главной героини. Повествование тщательно фильтруется и получает оттенок предельного субъективизма на грани «потока сознания».

## Предмодернизм
В больших романах XX века — «Крылья голубки», 1902; «Послы», 1903; «Золотая чаша», 1904 — Джеймс сводит число персонажей к минимуму и ставит их в психологически напряжённые ситуации, подлинная драматичность которых раскрывается по ходу повествования. Его проза насыщается сложными грамматическими конструкциями, культурными аллюзиями и символическими образами, становится всё более субъективной и тяжёлой для понимания, предвещая эстетику модернизма.
Для записи своих текстов стареющий Джеймс всё чаще прибегает к услугам стенографистки. Одновременно размышляет над путями развития современного романа (книга «Мастерство романа»). В 1905 и 1909 годах он издал два томика путевых заметок, посвящённых Англии и Италии, соответственно. В 1904—1905 годах в последний раз посетил США, с тревогой отметив расцвет идеологии потребительства и всеобщий культ материального преуспевания. Последние годы провёл в старинном особняке (Lamb House) в городе Рай (Rye) в графстве Сассекс, занимаясь подготовкой полного собрания сочинений.

## Известность и экранизации
Романы и повести Джеймса довольно часто становились отправной точкой для создания удачных фильмов. Отдельные мотивы его повестей были использованы классиками французской «новой волны» — Франсуа Трюффо в «Зелёной комнате» (1978) и Жаком Риветтом в ленте «Селин и Жюли совсем заврались» (1974).
Среди 30 поставленных по книгам Джеймса фильмов — две мелодрамы по роману «Площадь Вашингтона» (1880) — «Наследница» (1949) Уильяма Уайлера и «Площадь Вашингтона» (1997) Агнешки Холланд (с Дженнифер Джейсон Ли, Альбертом Финни и Мэгги Смит). Заслуживает упоминания и романтическая фэнтези-драма «Дом на площади» (1951) Роя Уорда Бейкера. В 1990-е годы заметными мелодрамами по Джеймсу стали также «Портрет леди» (1996) режиссёра Джейн Кэмпион (с Николь Кидман в главной роли) и «Крылья голубки» (1997) режиссёра Иэна Софтли (с Хеленой Бонэм Картер в главной роли).
Три фильма по романам Джеймса снял американский режиссёр Джеймс Айвори, который, как и Джеймс, уделял большое внимание истории взаимодействия культур Старого и Нового Света, старого и нового жизненного уклада — «Европейцы» (1978), «Бостонцы» (1984) и «Золотая чаша» (2000). Самым экранизируемым произведением Джеймса является мистическая повесть «Поворот винта» (1898). По ней, с учётом телефильмов, поставлено восемь картин, среди которых в золотой фонд мирового кинематографа вошла лента Джека Клейтона «Невинные» (1961).
Генри Джеймс долгое время не пользовался известностью в России, что частично может быть объяснено отсутствием русских переводов. Работавший над переводом романа «Женский портрет» литератор Г. Г. Шмаков в 1976 году с горечью отмечал:

[В СССР] не известны целые серии писателей, которых за границей просто в любом магазине вы можете найти на полках. Допустим, вышел один сборник рассказов Генри Джеймса, романов нет ни одного.

## Список романов
- Watch and Ward (1871)
- «Родрик Хадсон» («Roderic Hudson», 1875)
- «Американец» («The American», 1877)
- «Европейцы» (The Europeans, 1878)
- Confidence (1879)
- «Площадь Вашингтона» («Washington Square», 1880)
- «Женский портрет» («The Portrait of a Lady», 1881)
- «Бостонцы» («The Bostonians», 1886)
- «Княгиня Казамассима» («The Princess Casamassima», 1886)
- «The Reverberator» (1888)
- «Трагическая муза» («The Tragic Muse», 1890)
- The Other House (1896)
- «Трофеи Пойнтона» (The Spoils of Poynton, 1897)
- What Maisie Knew (1897)
- «Неудобный возраст» («The Awkward Age», 1899)
- The Sacred Fount (1901)
- «Послы» («The Ambassadors», 1901)
- «Крылья голубки» («The Wings of the Dove», 1902)
- «Золотая ваза» («The Golden Bowl», 1904)
- The Whole Family (в соавторстве с другими авторами, 1908)
- The Outcry (1911)
- The Ivory Tower (неоконч., опубл. 1917)
- The Sense of the Past (неоконч., опубл. 1917)

## Издания на русском языке
- Генри Джеймс. Повести и рассказы. — М.: Издательство «Художественная литература», 1973.
- Генри Джеймс. Избранные произведения в двух томах. — Л.: Издательство «Художественная литература» (Ленинградское отделение), 1979.
- Генри Джеймс. Повести и рассказы.. — Л.: Издательство «Художественная литература. Ленинградское отделение», 1983.
- Генри Джеймс. Женский портрет. — М.: Издательство «Наука», 1984.
- Генри Джеймс. Послы. — М.: Научно-издательский центр «Ладомир», 2000. — ISBN 5-86218-295-0.
- Генри Джеймс. Американец. — СПб.: Издательство «Редакционно-издательский центр „Культ-информ-пресс“», 2003. — ISBN 5-8392-0223-1.
- Генри Джеймс. Мадонна будущего. — М.: Издательство «Текст», 2005. — ISBN 5-7516-0480-6.
- Генри Джеймс. Европейцы. — М.: Издательство «Иностранка»; Издательство «Азбука-Аттикус», 2013. — 798 с. — ISBN 978-5-389-05950-4.
- Генри Джеймс. Бостонцы. — М.: Издательство «Иностранка», 2016.
- Генри Джеймс. Крылья голубки / пер. И. М. Бессмертной. — М.: Издательство «Иностранка», 2016.
- Генри Джеймс. Крылья голубки / пер. О. В. Чумичевой. — СПб. : Лимбус-пресс, 2018.
- Генри Джеймс. Золотая чаша. — М. : Центрполиграф, 2023.

Переводы на русский язык в дореволюционной России:
- «Осада Лондона» // «Вестник Европы»: журнал. — 1884. — № 1—2.
- «Подлинные образцы» / под названием «Настоящие господа» // «Вестник Европы»: журнал. — 1893. — Сентябрь.
- «Вашингтонская площадь» / под названием «Вашингтонский сквер» // «Заграничный вестник»: журнал. — 1881. — Октябрь—декабрь.
- «Связка писем» // «Вестник Европы»: журнал. — 1882. — Август.[9]